# Saint-Martin-de-Fenouillet
Saint-Martin-de-Fenouillet település Franciaországban, Pyrénées-Orientales megyében. Lakosainak száma 48 fő (2022. január 1.). Saint-Martin-de-Fenouillet Saint-Paul-de-Fenouillet, Lesquerde, Saint-Arnac, Ansignan, Felluns, Le Vivier és Fosse községekkel határos.

## Népesség
A település népessége az elmúlt években az alábbi módon változott:
| Lakosok száma | 59   | 58   | 62   | 55   | 53   | 52   | 51   | 50   | 48   |
|               | 2013 | 2015 | 2016 | 2017 | 2018 | 2019 | 2020 | 2021 | 2022 |